# Sobradiel
Sobradiel è un comune spagnolo di 708 abitanti situato nella comunità autonoma dell'Aragona.